# Ајше-султанија (ћерка Ибрахима)
Ајше султанија је била ћерка султана Ибрахима и султаније Дилашуб . 

## Живот
Ајше је била ћерка султана Ибрахима и Дилашуб-султаније. У многим изворима њено постојање се често доводи у питање и често је мешају са њеном тетком, па јој се приписује да је била удата за последње мужеве султаније Ајше, Ибшир Мустафа-пашу или Сулејман-пашу.
Удала се први пут 1653. године са десет година за Хасеки Мехмед-пашу, гувернера Багдада и Алепа. Пре тога, 1645. године, Мехмед-паша је био ожењен оженио Гевхерхан-султанијом, ћерком Мурата IV. Мехмед-паша је погубљен по наређењу њеног полубрата јуна 1661. године, а Ајше је остала удовица.
Њен полубрат султан Мехмед удао ју је врло брзо за Дефтердар Ибрахим-пашу, новог намесника Каира. Брак је трајао до његове смрти 1664. године. Касније се 1666. гдоине удала за Хусеин-бега, сина њене тетке Фатме-султаније. Хусеин-бег је након венчања постао нови намесник Будима, где је пар и живео годину дана. Након тога је био намесник Каира до 1675. године.

## Смрт
Султанија Ајше је још била жива 1675. године. У мају 2023. године, Отомански  Државни архив председника Републике Турске објавио је књигу мираза Ајше-султаније, датирано од 15. јуна 1682. године. У свесци се прво налази списак предмета и накита направљених за мираз Ајше-султаније. То је доказ да је највероватније била жива и 1682. године.
Како је Хусејин-бег умро у фебруару 1680. године, Ајше-султанија се највероватније и преудала 1682. Како је историчар Мехмед Суреја потврдио да је султанија Ајше умрла у Истанбулу за време владавине свог полубрата Мехмеда IV, умрла је пре 1687,највероватније 1685.